# Gari Kasparov
Gari Kimovici Kasparov (născut Weinstein; în limba rusă: Га́рри Ки́мович Каспа́ров, IPA: [ˈgarʲə ˈkʲɪməvʲə̈ʨ kʌˈsparəf]; prenumele este întâlnit în limba română și sub forma Garri; n. 13 aprilie 1963, orașul Baku, U.R.S.S., azi Azerbaidjan) este un mare maestru rus de origine armeană-evreiască și fost campion mondial la șah.

## Activitate ca șahist

### Debutul
Kasparov s-a remarcat prin talentul său aparte la școala de șah a lui Mihail Botvinnik. În 1976 a câștigat Campionatul de Juniori al Uniunii Sovietice cu 7 puncte din 9 posibile. A repetat performanța în anul următor cu un punctaj de 8,5/9.
După ce a terminat pe primul loc la Memorialul Sokolsky în 1978, Kasparov a declarat că vrea să ajungă campion mondial de juniori, titlu pe care l-a cucerit în 1980.

### Rivalitatea cuAnatoli Karpov
Primul meci a avut loc în 1984, iar regulamentul prevedea ca jucătorul care câștigă primul de șase ori să fie declarat campion. La un moment dat, Karpov conducea cu 5-0, după care Kasparov a redus din diferență la 5-3. Meciul a fost anulat de președintele F.I.D.E. Florencio Campomanes după 48 de partide pe motiv că era epuizant pentru ambii jucători și a fost reluat în 1985, numărul maxim de partide fiind redus la 24. Scorul a fost de 13-11 pentru Kasparov. În 1986, cei doi s-au întâlnit din nou, Kasparov câștigând și de această dată cu 12,5-11,5. Karpov nu renunță și în 1987 revine ca pretendent la titlu, fără succes însă, meciul terminându-se la egalitate, 12-12, ceea ce i-a permis lui Kasparov să-și mențină supremația, la fel ca și în 1990, după ce a învins cu 12,5-11,5.

### Performanțe
A deținut titlul oficial al Federației Internaționale a Șahului (F.I.D.E.) până în anul 1993, când a format Asociația Șahiștilor Profesioniști, viitoare rivală a F.I.D.E.  A continuat să dețină titlul de campion mondial până la înfrângerea sa din 2000, suferită în meciul cu Vladimir Kramnik.
Din 1985 până la retragerea sa din 2005, Kasparov a deținut clasificarea (en. rating) cea mai ridicată din lume în Clasamentul ELO. Kasparov deținea și alte recorduri mondiale. Cu valoarea coeficientului ELO de 2851 puncte, cu care a fost creditat în iulie 1999 de către Federația Internațională de Șah, Kasparov era deținătorul celui mai ridicat scor ELO atins vreodată de un șahist, fiind depășit doar de Magnus Carlsen (2878.9 la data de 27 martie 2013). La retragerea sa din lumea șahului profesionist, Kasparov era pe primul loc cu un punctaj de 2812. Tot ca un vârf al întregii sale cariere, Gari Kasparov este deținătorul  premiului Oscar la Șah, pe care l-a câștigat de unsprezece ori.

### Meciul împotriva unui computer
În mai 1997, Gari Kasparov a jucat la New York un meci de 6 partide cu supercomputerul IBM Deep Blue. Evenimentul a fost urmărit de milioane de oameni în timp real pe site-ul IBM. Din șase partide desfășurate pe parcursul a nouă zile, Kasparov nu a reușit să învingă computerul decât în prima partidă; în următoarea a fost învins, după care au urmat 3 remize. În partida a 6-a a ales o variantă greșită din apărarea Caro-Kann,care i-a permis lui Deep Blue să efectueze un sacrificiu tematic și a pierdut după doar 19 mutări. În 2003, o echipă canadiană-britanică a realizat un documentar care prezintă în detaliu acest meci din punctul de vedere al lui Kasparov.
În jurul meciului s-a produs un scandal care nu a rezultat în investigații riguroase ale cazului, adevărul din spatele învingerii lui Kasparov de către computer rămânând necunoscut. Campionul rus a acuzat o neregulă în partida cu numărul doi, când, după o pauză de 15 minute, partea calculatorului a făcut o mutare atipică, pe care Kasparov o bănuiește ca asistare a oponentului său de către un om. În cursul următoarelor partide s-au produs nereguli, precum intervenția unei echipe tehnice la momentul blocării computerului în timpul jocului. Poziția IBM nu a fost exprimată printr-o contraargumentație pe bază de dovezi, acuzele lui Kasparov fiind respinse doar ca speculații calomnioase. Jurnalele care să ateste procesarea partidelor de către Deep Blue nu au fost puse vreodată la dispoziția lui Kasparov sau a unei echipe de cercetare a cazului pe motiv ca ar putea fi publicate in reviste de specialitate. Șahistul, în schimb, a fost victima paranoiei și a stresului puternic, dovedind o fire sensibilă și naivă în fața unei adevărate campanii publicitare a IBM care trebuia să obțină un succes prin produsul promovat.

### Stil de joc și repertoriu
Kasparov s-a remarcat ca fiind un jucător dinamic și agresiv,preferând în special poziții complicate care îi ofereau șansa de a-și pune în valoare forța excepțională de calcul. Era foarte bine pregătit dupa teoretic;rareori se întâmpla să nu fie familiarizat cu o anume variantă care era jucată de adversar. 
Avea un repertoriu variat, cu piesele albe jucând 1.e4 ,1.d4 sau 1.c4 ceea ce făcea dificilă pregătirea adversarului. Cu piesele negre a preferat Apărarea Siciliană,în special varianta Najdorf,în care i-a pus atâtea probleme lui Karpov,până când acesta a renunțat să mai joace 1.e4. Împotriva 1.d4 a preferat Indiana Regelui și Apărarea Grünfeld, în ultima suferind grele înfrângeri în fața lui Karpov.

## Retragerea din lumea șahului. Alte interese
Kasparov și-a anunțat retragerea din șahul profesionist la 10 martie 2005, după care s-a dedicat politicii și scrisului.  Gari Kasparov este șeful opoziției politice din Rusia, fiind desemnat candidatul mișcării de opoziție „O altă Rusie” la alegerile prezidențiale din martie 2008.